# Miss Saint-Barthélemy
Miss Saint-Barthélemy est un concours de beauté annuel concernant les jeunes femmes de l'île de Saint-Barthélemy, collectivité d'outre mer française, dans les Antilles.
La sélection permet de représenter l'île au concours de Miss Monde.

## Histoire
Aucune Miss Saint-Barthélemy n'a encore été représentée au concours Miss France.
Lors de l'élection de Miss France 2016, l'île de Saint-Barthélemy (sans comité affilié à Miss France) s'associe à Miss Guadeloupe et Miss Saint-Martin pour créer l'élection de Miss Guadeloupe et Îles du Nord.

## Les Miss à Miss Monde
| Année | Nom             | Age | Ville    | Placement |
| ----- | --------------- | --- | -------- | --------- |
| 2011  | Johanna Sansano | 21  | Gustavia |           |